# Carpelimus obesus
Carpelimus obesus är en skalbaggsart som först beskrevs av Ernst Hellmuth von Kiesenwetter 1844.  Carpelimus obesus ingår i släktet Carpelimus och familjen kortvingar. Arten är reproducerande i Sverige. Inga underarter finns listade i Catalogue of Life.